# 巴瑟
巴瑟（法語：Basseux，法語發音：[basø]）是法国上法蘭西大區加来海峡省的一个市镇，属于阿拉斯区。

## 地理
巴瑟（50°13'35"N, 2°38'40"E）面积3.35 平方千米，位于法国上法蘭西大區加来海峡省，该省份为法国北部沿海省份，西北濒北海，南至索姆省，东临北部省。
与巴瑟接壤的市镇（或旧市镇、城区）包括：博梅莱洛日、蒙谢、里维耶尔、巴约尔瓦勒。

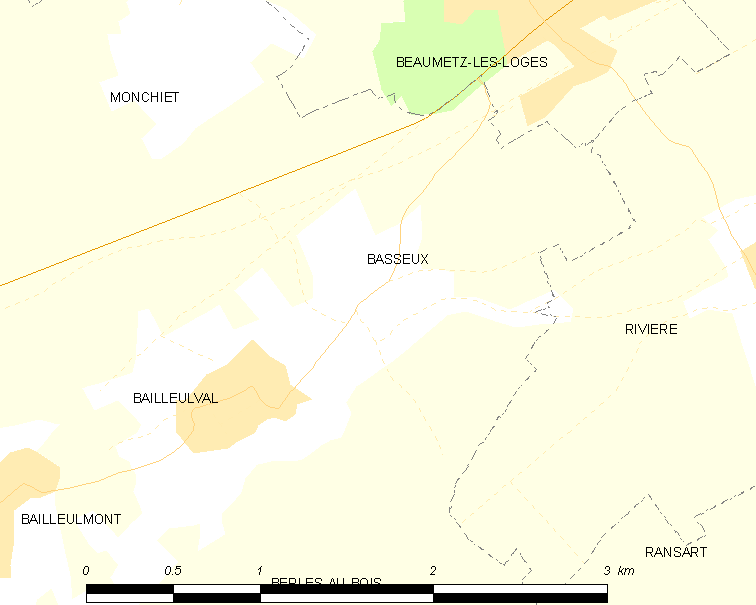
巴瑟的OSM定位图

巴瑟的时区为UTC+01:00、UTC+02:00（夏令时）。

## 行政
巴瑟的邮政编码为62123，INSEE市镇编码为62085。

## 政治
巴瑟所属的省级选区为阿韦讷勒孔特县。

## 人口

1962-2008年间巴瑟人口变化图示

巴瑟于2022年1月1日时的人口数量为131人。